# Bactris turbinocarpa
Bactris turbinocarpa là loài thực vật có hoa thuộc họ Arecaceae. Loài này được Barb.Rodr. mô tả khoa học đầu tiên năm 1875.